# Площадь Тараса Шевченко (Киев)
Пло́щадь Тара́са Шевче́нко — площадь в Оболонском районе города Киева. Расположена между улицами Вышгородской, Сошенко, Пуща-Водицкой, Полярной и Минским проспектом. Возникла в первой половине XX столетия, имела название площадь Кинь-Грусть от одноимённой исторической местности.
Современное название площадь получила в 1959 году в честь Шевченкового селения, расположенного между Приоркой, Ветряными Горами, Виноградарем и Пуща-Водицким лесом. В августе 1859 года Тарас Шевченко жил в здании № 5 по Вышгородской улице в семье Варвары Матвеевны Пашковской.
На площади Тараса Шевченко находится автостанция «Полесье», от которой отправляются автобусы по маршрутам северного направления.

## Транспорт
- Автобусы 32, 99, 100
  - 32: Минский проспект — ст.м Нивки
  - 99: Минский проспект — ст.м Минская
  - 100: ул. Сошенко — АП 6
- Троллейбусы 6, 18, 32, 33
  - 6: Майдан Независимости — Диагностический центр (сейчас Минский массив)
  - 18: Майдан Независимости — ул. Сошенко
  - 32: ул. Северная — ул. Сошенко
  - 33: Железнодорожный «Южный» — Минский массив
- Трамваи 12, 17, 19
  - 12: Пуща Водица 14 линия — Контрактовая площадь
  - 17: Пуща Водица 14 линия — ул. Иорданская
  - 19: Пл. Т. Шевченко — Контрактовая площадь
- Станция метро «Минская» (3,9 км)
- Станция метро «Героев Днепра» (3,9 км)
- Ж. д. платформа Вышгородская (3,1 км)